# Ibkhenetra
Ibkhenetra (... – 1990 a.C. circa) è stato un sovrano egizio collocabile al termine della XI dinastia.

## Biografia
Il nome di questo sovrano compare un numerose iscrizioni provenienti dalla Nubia.
È possibile che si tratti di un pretendente al trono egizio vissuto contemporaneamente primo sovrano della XII dinastia, Amenemhat (I) che gli inviò contro il nomarca Khnumhotep I a capo di un esercito.
Il potere di Ibkhenetra si sarebbe esteso solamente a parte della Nubia su cui regnarono, nello stesso tempo, altri due pretendenti al trono dell'Egitto: Kakara Ini e Segerseni.

## Titolatura
| G5 |

| G5 |

| U17 | N19 · f |

| U17 | N19 · f |

| U17 | N19 · f |

| U17 | N19 · f |

| U17 | N19 · f |

| U17 | N19 · f |

| U17 | N19 · f |

| U17 | N19 · f |

| G16 |

| G16 |

|  |

| G8 |

| G8 |

|  |

| M23 · X1 | L2 · X1 |

| M23 · X1 | L2 · X1 |

| N5 | M18 | ib | W17 |

| N5 | M18 | ib | W17 |

| N5 | M18 | ib | W17 |

| N5 | M18 | ib | W17 |

| N5 | M18 | ib | W17 |

| N5 | M18 | ib | W17 |

| N5 | M18 | ib | W17 |

| N5 | M18 | ib | W17 |

| G39 | N5 |

| G39 | N5 |

|  | \| \| \| \| \| \| |
|  |                   |
|  |                   |
|  |                   |

|  |
|  |
|  |

## Altre datazioni
| Autore        | Anni di regno                               |
| ------------- | ------------------------------------------- |
| von Beckerath | 1978 a.C. - 1977 a.C. 1974 a.C. - 1973 a.C. |